# Ember Pál
Ember Pál (Sámson, 1827. február 17. – Biharkeresztes, 1890. június 13.) református lelkész.

## Élete
Ember István református lelkész és Lóczy Zsuzsánna fia volt. Iskoláit Debrecenben végezte a teológiával együtt és onnan ment Balmazújvárosba rektóriára; három év múlva Szepes megyébe távozott a német nyelv megtanulása végett; azután Nagyváradon segédlelkész lett és 1864-ben Biharkeresztesen választották meg rendes lelkésznek. Mint kitűnő pap és jeles hitszónok általános megbecsülésben állt.

## Munkái
Imák földművesek számára. Nagyvárad, 1882
Egy cikke van a Magyar Protestáns Egyházi és Iskolai Figyelmezőben (IV. 1873. Néhány igénytelen szó a református vagy protestáns egyletről és az egylet működését ellensúlyozó teendőinkről)